# Annona ambotay
Annona ambotay là loài thực vật có hoa thuộc họ Na. Loài này được Aubl. mô tả khoa học đầu tiên năm 1775.